# Clairfontaine
Clairfontaine é uma comuna francesa na região administrativa de Altos da França, no departamento de Aisne. Estende-se por uma área de 14,31 km². Em 2010 a comuna tinha 637 habitantes (densidade: 44,5 hab./km²).